# Ross 154
Ross 154 è una stella della costellazione del Sagittario. Posta a una distanza di poco meno di 10 anni luce dalla Terra, è il settimo sistema stellare più vicino al Sole. Si tratta di una debole nana rossa di magnitudine 10,5, non visibile quindi ad occhio nudo.

Basandosi sulla velocità relativa rispetto al Sole, è stato calcolato che la stella avrà il suo massimo avvicinamento al sistema solare tra circa 157 000 anni, quando si troverà a 6,39 anni luce di distanza dalla Terra.

## Osservazione

Ross 154 è la stella più luminosa al centro della fotografia.

Si trova nella parte est della costellazione del Sagittario, a nord di σ Sagittarii e φ Sagittarii, in prossimità dell'eclittica. Data la sua magnitudine Ross 154 è troppo debole per essere osservata ad occhio nudo, ed è necessario almeno un telescopio da 6,5 cm di apertura per la sua individuazione.

## Storia delle osservazioni
Fu scoperta nel 1925 da Frank Elmore Ross che la catalogò nel suo quarto elenco delle nuove stelle variabili. Nel 1926, dopo aver confrontato la sua posizione con lastre fotografiche prese in precedenza dal collega astronomo statunitense E. E. Barnard. L'anno seguente Ross la aggiunse al suo secondo elenco di stelle che mostrano un moto proprio misurabile. Una parallasse di 0,362 ± 0,006 secondi d'arco venne misurata nel 1937 da Walter O'Connell usando lastre fotografiche del telescopio Yale a Johannesburg, in Sudafrica. In quel momento la stella si trovava al sesto posto delle allora stelle vicine note.

## Caratteristiche fisiche
Questa nana rossa, di tipo spettrale M3.5 Ve, ha circa il 16% della massa solare, il 18% del suo raggio e lo 0,4% della sua luminosità. Come molte altre nane rosse mostra una variabilità di tipo UV Ceti o a brillamento, con un periodo medio tra un flare e un altro di circa 2 giorni. Il primo brillamento registrato è avvenuto nel 1951 in Australia, quando si registrò un aumento di 0,4 magnitudini. La stella è anche stata osservata ai raggi X; in particolare tramite un'osservazione con Chandra durante un flare la stella ha emesso in questa banda dello spettro un'energia pari a 2,3×1026 J. Oltre che stella a flare Ross 154 è anche una variabile BY Draconis, con variazioni di 0,03 magnitudini nell'arco di 2,87 giorni. La stella ha una metallicità piuttosto bassa, il 56% del Sole, mentre la sua velocità di rotazione è moderatamente elevata, pari a 3,5±1,5 km/s, il che fa supporre che sia una stella piuttosto giovane, con un'età inferiore al miliardo di anni.
Ricerche sull'esistenza di pianeti gioviani attorno a Ross 154 non hanno prodotto risultati, tuttavia gli astronomi non scartano l'ipotesi di scoperte future di compagni sub-stellari in orbita attorno alla stella.
La stella più vicina a Ross 154 è la stella di Barnard che si trova a 5,5 al di distanza; a 7,7 al si trova AX Microscopii, e dopo un'altra debole nana rossa, a 8,1 al Alfa Centauri. Il Sole è la dodicesima stella più vicina a Ross 154, situata poco più lontana di Epsilon Indi e 70 Ophiuchi. Come per la maggior parte delle nane rosse di questo tipo, Ross 154 non è una candidata ideale per ospitare pianeti adatti a forme di vita così come noi le conosciamo; la zona abitabile sarebbe posta molto vicina alla stella, ed un eventuale pianeta sarebbe probabilmente in rotazione sincrona; inoltre, i brillamenti tipici di questo tipo di stelle sarebbero letali per eventuali forme di vita.

## Ross 154 nella fantascienza
Nel videogioco Frontier: Elite II (1993) e seguiti, di David Braben, Ross 154 è il principale punto di partenza per il giocatore. Si tratta di un sistema stellare di tre pianeti. Il secondo pianeta, Aster, è un gigante gassoso simile a Urano; la sua prima luna, Merlin, è un mondo abitabile con un clima di tipo artico ed ospita una piccola colonia della Federazione galattica. L'economia del sistema si basa sul turismo e sulla pesca.